# Ba gạc Châu Đốc
Ba gạc Châu Đốc (danh pháp Rauvolfia chaudocensis) là một loài thực vật có hoa trong họ La bố ma. Loài này được Pierre ex Pit. mô tả khoa học đầu tiên năm 1933.